# Ayacucho (Metro de Lima y Callao)
Ayacucho es la novena estación de la línea 1 del Metro de Lima y Callao. Está ubicada en la intersección de las avenidas Tomás Marsano y Ayacucho, en el distrito de Santiago de Surco. La estación es elevada y su entorno inmediato es residencial y comercial.

## Historia
La estación fue inaugurada el 11 de julio de 2011, como parte de la extensión del tramo 1. 

## Acceso
El acceso es único en el lado norte de la estación y se encuentra a nivel de calle. 
La estación posee dos niveles; en el primero se encuentra la zona de torniquetes y boletería. En el segundo, las plataformas norte y sur están conectadas internamente por escaleras mecánicas y ascensores provenientes del primer nivel.